# Guido van Arezzo

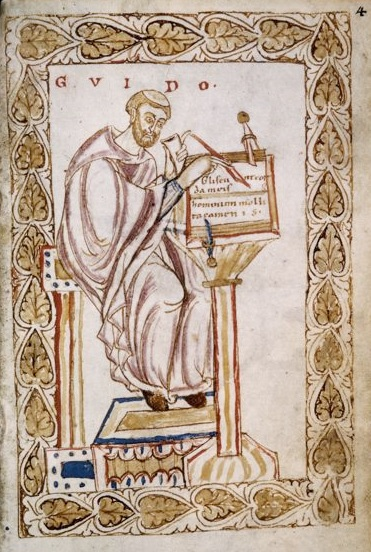
Guido van Arezzo

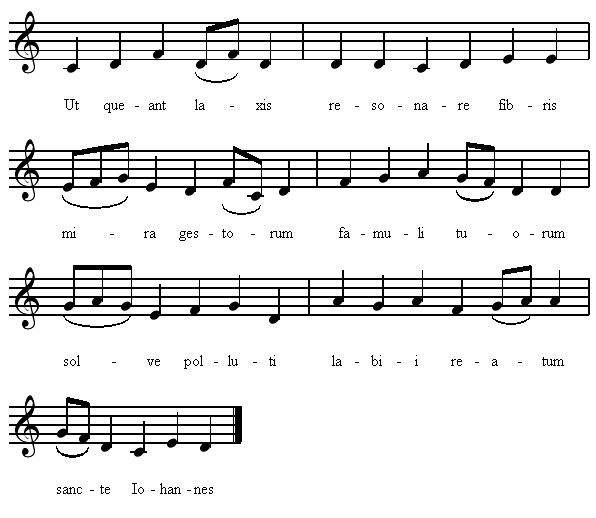
Tekst en melodie van Ut quaeant laxis

Guido van Arezzo (Arezzo, 991 - Fonte Avellana (Serra Sant'Abbondio), 17 mei? 1033) (Italiaans: Guido d'Arezzo) was een Italiaanse benedictijner monnik die wordt beschouwd als een van de belangrijkste grondleggers van de muzieknotatie.
Guido van Arezzo werd onderwezen in de benedictijnenabdij van Pomposa, nabij Ferrara. Daar onderkende hij de moeilijkheden die zangers hadden met het onthouden van toonhoogten in de Gregoriaanse gezangen en besloot er iets aan te doen. Hij ontwierp zijn eigen notenbalk die het mogelijk maakte Gregoriaanse gezangen veel sneller te leren.  
Omstreeks 1025 werd hij door bisschop Theobaldus van Arezzo aangesteld om muziekonderricht te geven in de kathedraal St. Donatus. Het bekendste geschrift van Guido van Arezzo is de Micrologus, die zijn lesmethode en aantekeningen over muzieknotatie bevat. Door zijn heldere overzichtelijkheid was de Micrologus het meest uitgedragen muziekleerboek van de middeleeuwen. Daarnaast zijn overgeleverd de Aliae regulae, Regulae rhythmicae en Epistola de ignoto cantu. 

## Muzieknotatie
Vóór Guido's tijd kende men als notatie het systeem van de neumen en de notennamen A-B-C-D-E-F-G. Bij deze namen was het echter niet duidelijk of een secunde A-B nu groot of klein was, te meer omdat men een verscheidenheid van modi zong. De grote uitvinding van Guido is dat hij met behulp van de in zijn tijd overbekende hymne Ut queant laxis een methode bedacht om de grootte van de secunde stap eenduidig te kunnen noteren. 
De hymne begint iedere regel een secunde hoger. Guido gebruikte de beginlettergrepen ut-re-mi-fa-sol-la als basis van zijn vastlegging. De enige halve stap in deze hexachorden-reeks is tussen de mi en de fa. Guido ontwikkelde een compleet toonsysteem gebaseerd op deze hexachorden.
De complete hymne-tekst luidt:
ut queant laxis
resonare fibris
mira gestorum
famuli tuorum
solve polluti
labii reatum
Sancte Iohannes!
Vertaald: Mogen uw dienaren met zachte stem uw wonderdaden doen klinken; Verlos onze bezoedelde lippen van schuld, heilige Johannes.

## Latere aanpassingen
In de 16de eeuw werden de beginletters van Sancte Ioannes gebruikt om een zevende toon si aan de reeks toe te voegen. Later, in de 17de eeuw, werd ut vervangen door het welluidender ‘do’, wellicht als beginletters van het Latijnse woord ‘Dominus’ = ‘Heer’, omdat ut niet goed geschikt is om te zingen: men voorkomt de zogeheten glottisslag. Zo ontstond de overbekende reeks do-re-mi-fa-sol-la-si die dus niet geheel van Guido afkomstig is.
In het tweede deel van de twintigste eeuw werd sol vervangen door so vanwege de consequente vorm, en si door ti zodat alle beginletters verschillend waren.